# Madeline Groves
Madeline Groves, född 25 maj 1995 i Brisbane, är en australisk simmare.
Groves blev olympisk silvermedaljör på 200 meter fjärilsim vid sommarspelen 2016 i Rio de Janeiro.